# シクラル1B
シクラル1B（イタリア語: Sicral 1B）は、タレス・アレーニア・スペース社がイタリア軍向けに製造した軍用通信衛星である。本機はデュアルユース（軍民共用）であり、民間のテレスパツィオが衛星の送信帯域の一部を使用し、イタリア国防省とNATOが残りを使用している。本機の衛星バスはItalsat 3000をベースにしており、1つのEHF/Kaバンド、3つのUHFバンド、5つのアクティブSHFバンドトランスポンダを搭載している。設計上の稼働期間は13年間である。

## 製造
シクラル1B衛星の開発と製造は、タレス・アレーニア・スペース社が受注した。

## 打ち上げ
2009年4月20日、シーローンチ社はゼニット-3SLロケットを使用してシクラル1Bを静止トランスファ軌道に投入した。打ち上げは移動式海上打ち上げプラットフォーム「オデッセイ」から、グリニッジ標準時8時16分に行われた。